# IC 4552
IC 4552 је ознака објекта на координатама са ректансцензијом 15h 34m 58,3s и деклинацијом + 4° 41" 57'. Открио га је Луис Свифт, 21. јуна 1897. Каснијим посматрањима на том положају није уочен никакав астрономски објекат.